# Isthmian Football League Second Division
L'Isthmian Football League Second Division était un championnat anglais de non-league football mis en place par l'Isthmian Football League en 1973 et qui fut disputé jusqu'en 2006. De par les multiples restructurations s'étant opérées au sein de l'Isthmian Football League, le championnat prit différentes formes. Lors de sa dernière saison, en 2005-2006, il était positionné au neuvième rang du système pyramidal anglais.

## Histoire
La Second Division fut chronologiquement le deuxième championnat d'Isthmian Football League à voir le jour. Elle fut créée en 1973 et comptait 16 clubs provenant majoritairement d'Athenian League. Le championnat servait alors d'antichambre à la First Division, unique autre championnat de la ligue.
En 1977, la ligue renomma la First Division en Premier Division et créa un nouveau championnat qui prit le nom vacant de First Division, ce dernier fut fourni avec les clubs de Second Division. La Second Division fut recomposée avec 17 clubs, provenant à nouveau majoritairement d'Athenian League, et se positionna au troisième niveau de l'Isthmian Football League derrière la First Division, elle-même située derrière la Premier Division.
En 1984, l'Athenian League fut démantelée et nombre de ses clubs arrivèrent en Isthmian Football League, ce qui poussa la ligue à scinder la Second Division en 2 championnats indépendants : la Division Two North et la Division Two South. En 1991, ces deux divisions furent réorganisées et respectivement rebaptisées Division Two et Division Three. 
En 2002, la ligue réorganisa les First Division et Division Two qui furent renommées Division One North et Division One South tandis que la Division Three pris le nom et le statut de la Second Division.

## Palmarès
| Saison    | Nom du championnat                    | Champion                                  |
| --------- | ------------------------------------- | ----------------------------------------- |
| 1973-1974 | Second Division                       | Dagenham F.C.                             |
| 1974-1975 | Second Division                       | Staines Town F.C.                         |
| 1975-1976 | Second Division                       | Tilbury F.C.                              |
| 1976-1977 | Second Division                       | Boreham Wood F.C.                         |
| 1977-1978 | Second Division                       | Epsom & Ewell F.C.                        |
| 1978-1979 | Second Division                       | Farnborough Town FC                       |
| 1979-1980 | Second Division                       | Billericay Town F.C.                      |
| 1980-1981 | Second Division                       | Feltham F.C.                              |
| 1981-1982 | Second Division                       | Worthing F.C.                             |
| 1982-1983 | Second Division                       | Clapton F.C.                              |
| 1983-1984 | Second Division                       | Basildon United F.C.                      |
| 1984-1985 | Division Two North Division Two South | Leyton-Wingate F.C. Grays Athletic FC     |
| 1985-1986 | Division Two North Division Two South | Stevenage Borough FC Southwick F.C.       |
| 1986-1987 | Division Two North Division Two South | Chesham United F.C. Woking FC             |
| 1987-1988 | Division Two North Division Two South | Wivenhoe Town F.C. Chalfont St Peter F.C. |
| 1988-1989 | Division Two North Division Two South | Harlow Town F.C. Dorking F.C.             |

| Saison    | Nom du championnat                    | Champion                              |
| --------- | ------------------------------------- | ------------------------------------- |
| 1989-1990 | Division Two North Division Two South | Heybridge Swifts F.C. Yeading F.C.    |
| 1990-1991 | Division Two North Division Two South | Stevenage Borough FC Abingdon Town FC |
| 1991-1992 | Division Two                          | Thurrock F.C.                         |
| 1992-1993 | Division Two                          | Worthing F.C.                         |
| 1993-1994 | Division Two                          | Newbury Town F.C.                     |
| 1994-1995 | Division Two                          | Thame United F.C.                     |
| 1995-1996 | Division Two                          | Canvey Island FC                      |
| 1996-1997 | Division Two                          | Romford F.C.                          |
| 1997-1998 | Division Two                          | Canvey Island FC                      |
| 1998-1999 | Division Two                          | Bedford Town F.C.                     |
| 1999-2000 | Division Two                          | Hemel Hempstead Town F.C.             |
| 2000-2001 | Division Two                          | Tooting & Mitcham United F.C.         |
| 2001-2002 | Division Two                          | Lewes F.C.                            |
| 2002-2003 | Second Division                       | Cheshunt F.C.                         |
| 2003-2004 | Second Division                       | Leighton Town F.C.                    |
| 2004-2005 | Second Division                       | Ilford F.C.                           |
| 2005-2006 | Second Division                       | Ware F.C.                             |